# Victory Records
Victory Records es una discográfica independiente estadounidense fundada por Tony Brummel. El sello se ha caracterizado por trabajar con grupos de música alternativa, especialmente hardcore punk, straight edge, emo y, últimamente, metalcore y punk pop.
Entre sus artistas actuales más importantes se encuentran Voodoo Glow Skulls, Silverstein, Comeback Kid o Earth Crisis, entre otros. Todos ellos de la escena hardcore punk estadounidense.
Victory logró el éxito internacional a finales de los años 1990 y comienzos de siglo. Bandas como Hawthorne Heights, Taking Back Sunday, Thursday, Atreyu o Boysetsfire contribuyeron a que Victory Records lograse discos de oro con los álbumes The Silence in Black and White y If Only You Were Lonely de Hawthorne Heights. También logró muy importantes éxitos y ventas con Full Collapse, de Thursday, y Tell All Your Friends y Where You Want to Be, de Taking Back Sunday.
El 7 de febrero de 2017 Victory Records anuncia el fichaje de su primera banda española, los gallegos We Ride.